# Кринг (Васлуй)
Кринг (рум. Crâng) — село у повіті Васлуй в Румунії. Входить до складу комуни Чокань.
Село розташоване на відстані 233 км на північний схід від Бухареста, 44 км на південь від Васлуя, 101 км на південь від Ясс, 96 км на північ від Галаца.

## Населення
За даними перепису населення 2002 року у селі проживали 444 особи, з них 441 особа (99,3%) румунів. Усі жителі села рідною мовою назвали румунську.